# Tętnienie światła
Tętnienie światła - regularna, okresowa zmienność w czasie wielkości fotometrycznych wywołana naturalną, niezakłóceniową zmiennością napięcia przemiennego zasilającego źródło światła. Częstotliwość tętnienia światła jest dwa razy większa od częstotliwości sieciowej (dla Polski 100 Hz). Przyczyną tętnienia światła jest niewystarczająca bezwładność procesu wytwarzania światła w lampie.